# 칵테일 드레스

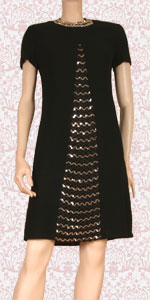
검은색 칵테일 드레스

칵테일 드레스(Cocktail dress) 혹은 칵테일 가운(Cocktail Gown)은 여성들이 파티나 격식적인 자리에서 입는 드레스이다.
역사적으로 칵테일 드레스의 기장은 다회복처럼 발목에 정도까지 오는 정도였으나, 현대에는 보통 무릎까지 오는 정도이다. 시퀸 처리를 하거나 레이스를 달아 드레스를 장식하기도 한다.
1940년대 후반 크리스찬 디올이 이브닝 웨어를 "칵테일 드레스"라고 부르면서 이 용어가 사용되기 시작했다고 여겨진다.